# Lydia Foy
Pour les articles homonymes, voir Foy.
Lydia Annice Foy est une femme trans irlandaise connue pour avoir défié la justice irlandaise sur la reconnaissance de son genre dans son pays natal. En 1992, Foy subit une opération de ré-attribution sexuelle et entame une bataille de 20 ans pour que son acte de naissance reflète son identité de genre. En 2007, la Haute Cour irlandaise déclare que les dispositions de la loi de la république d'Irlande sont incompatibles avec la Convention européenne des droits de l'homme. Toutefois, en février 2013, la loi n'est toujours pas modifiée et Foy engage une nouvelle procédure judiciaire pour faire appliquer la décision de 2007.  Le 15 juillet 2015, l'Irlande adopte le Gender Recognition Act (loi sur la reconnaissance du genre). 

## Jeunesse et mariage
Foy est une dentiste à la retraite d’Athy, dans le comté de Kildare. Née dans une clinique privée dans les Midlands irlandaises,, elle est officiellement enregistrée à la naissance sous le nom de Donal Mark. Elle a cinq frères et une sœur. 
Dès son plus jeune âge, Foy prend conscience qu'elle est une femme. Cela se poursuit tout au long de son séjour au pensionnat du Clongowes Wood College de 1960 à 1965. Après avoir obtenu son certificat de fin d'études, Foy commence ses études pré-médicales à l'University College Dublin, avant de se tourner vers la médecine dentaire un an plus tard. Foy obtient un diplôme en chirurgie dentaire en 1971 et commence à exercer. 
En 1975, vivant à Athlone, Foy rencontra Anne Naughton par le biais d'une société de musique. Naughton est une secrétaire de Clara dans le comté d'Offaly, qui avait huit ans de moins qu'elle. Elle se fiancent et se marient à l'église de Saint Pierre et Paul à Horseleap (en) le 28 septembre 1977. Le couple a deux enfants, l'un né en 1978 et l'autre en 1980. 

## Changement de sexe
Dans les années 1980, Foy commence à souffrir de problèmes physiques et psychologiques, qui s'aggravent en août et en septembre 1989. Alors qu'elle consulte un psychiatre pour faire face, ce dernier lui prescrit un traitement hormonal. Foy consulte deux autres psychiatres en Angleterre qui lui diagnostique là aussi, une dysphorie de genre. 
Foy entame alors un processus de transition d'homme à femme avec une électrolyse, une augmentation mammaire, une opération au nez et de la pomme d'Adam et une chirurgie de la voix. Le 25 juillet 1992, Foy subit une opération de réassignation sexuelle à Brighton. Cela implique l'ablation de certains tissus génitaux externes et internes et la reconstruction chirurgicale d'une vulve. L'Irish Eastern Health Boarddébourse 3 000 £ pour couvrir les frais. 
Par la suite, Foy quitte le domicile familial en 1990 et une séparation de corps est prononcée le 13 décembre 1991. Alors que Foy dispose initialement d'un droit de visite conditionnel pour les enfants qui vivent avec leur mère, en mai 1994, la Court lui interdit toutes visites. 
Alors que Foy, qui a légalement changé ses prénoms en novembre 1993, peut obtenir un passeport, un permis de conduire, une carte médicale et une carte de vote à son nouveau nom, sa demande de modification du sexe sur son acte de naissance est refusée
,. 

## Premier procès
Foy entame une procédure judiciaire en avril 1997 pour contester le refus du registraire général de lui délivrer un nouveau certificat de naissance. Chômeuse, Foy est représentée en justice par le Free Legal Advice Centres (en). Son action repose sur l'affirmation selon laquelle la loi de 1863 sur l'enregistrement des naissances et des décès en Irlande ne justifie pas la pratique consistant à utiliser uniquement les indicateurs biologiques existant au moment de la naissance pour déterminer le sexe aux fins de l'enregistrement. Selon Foy, elle est « une femme née handicapée de manière congénitale » et l'erreur d'inscrire son sexe sur son acte de naissance est non seulement gênante pour elle, mais aussi susceptible de porter atteinte à ses droits constitutionnels. 
L’affaire est portée devant la Haute Cour en octobre 2000. L'ancienne femme de Foy et leurs filles contestent sa demande, affirmant que cela pourrait « avoir un effet défavorable sur leur succession et leurs autres droits ». 
Le jugement reste en suspens pendant près de deux ans, jusqu'au 9 juillet 2002, lorsque le juge Liam McKechnie rejette le recours de Lydia Foy, déclarant que Foy est née de sexe masculin sur la base de preuves médicales et scientifiques et qu'en conséquence, l'enregistrement ne peut pas être modifié. Il s'inquiète toutefois de la situation des transsexuels en Irlande et appelle le gouvernement à réexaminer la question de toute urgence,,.

## Deuxième affaire judiciaire
Deux jours à peine après la décision contre Foy, la Cour européenne des droits de l'homme à Strasbourg juge une affaire similaire (Goodwin &amp; I vs Royaume-Uni). Christine Goodwin (en), une femme trans britannique, affirme que le refus du Royaume-Uni de lui permettre de modifier son acte de naissance et de se marier en tant que femme viole la Convention européenne des droits de l'homme. La Cour déclare que le gouvernement britannique a violé les articles 8 et 12 de la convention. En réponse, la Grande-Bretagne adopte la Gender Recognition Act 2004 (loi de 2004 sur la reconnaissance du genre) , qui prévoit la reconnaissance juridique des personnes transgenres dans leur genre nouveau ou acquis et la délivrance de nouveaux certificats de naissance reflétant ce genre. 
En 2005, l’affaire Foy est renvoyée devant la Haute Cour par la Cour suprême irlandaise pour complément d’examen. Entre-temps, l'Irlande adopte la European Convention on Human Rights Act 2003 (en) (loi de 2003 sur la Convention européenne des droits de l'homme) pour donner plus d'effet à la Convention européenne dans le droit irlandais. En novembre 2005, Foy demande une nouvelle fois un nouveau certificat de naissance. Lorsque sa demande est rejetée, elle engage une nouvelle procédure devant la Haute Cour en janvier 2006, faisant référence à la décision Goodwin de la Cour européenne des droits de l'homme. La procédure est fusionnée avec l’affaire précédente et est de nouveau entendue par le juge McKechnie. Le 19 octobre 2007, le tribunal conclut que l'Irlande a violé la Convention européenne des droits de l'homme et décide de publier la première déclaration d'incompatibilité entre le droit irlandais et le droit européen. Selon le juge Liam McKechnie (en), les dispositions de l'article 8 de la Convention protégeant le droit de Foy au respect de la vie privée ont été violées lorsque l'État a omis de « prévoir une 'reconnaissance significative' de son identité féminine ». Il exprime également sa frustration devant l'incapacité du gouvernement irlandais à prendre des mesures pour améliorer la situation des transsexuels à la suite de son précédent jugement en 2002,,.

## Effet sur la loi
Bien que les questions soient soulevées au cours d'un débat parlementaire,, aucune décision n'est rendue. La déclaration d'incompatibilité ne peut prévaloir sur le droit national, mais oblige le gouvernement à réconcilier les législations irlandaise et européenne. 
Le 5 janvier 2009, Thomas Hammarberg, commissaire aux droits de l'homme du Conseil de l'Europe, déclare à propos de la communauté transgenre et plus particulièrement de Foy « qu'il n'y a aucune excuse pour ne pas accorder immédiatement à cette communauté leurs droits fondamentaux et inconditionnels ». 

## Position du gouvernement
Contestant initialement la décision de 2007, le gouvernement irlandais retire son recours le 21 juin 2010 et met en place un comité interdépartemental sur la reconnaissance juridique des transsexuels. Le rapport de ce groupe consultatif sur la reconnaissance du genre, publié en juillet 2011, recommande une législation reconnaissant les personnes trans. Lors de la publication du rapport, la ministre de la Protection sociale de l'époque, Joan Burton, déclare que le gouvernement présenterait une législation sur la reconnaissance du genre dès que possible. 

## Troisième procès
Le 27 février 2013, le Free Legal Advice Centers, représentant de Lydia Foy, annonce qu'elle a engagé une nouvelle procédure devant la Haute cour irlandaise en vue d'obtenir des ordonnances enjoignant au gouvernement de donner suite au jugement du juge McKechnie en 2007 et de lui permettre d'obtenir un nouveau certificat de naissance reconnaissant son sexe féminin,.

## Autres accomplissements
En 1997, Lydia a fait pousser la plus grande digitale du monde dans son jardin. 
En 2011, elle fait l'objet d'un documentaire sur RTÉ Radio 1 intitulé My name is Lydia Foy. 

## Voir également
- Droits LGBT en Irlande